# Любневиці
Любневиці (пол. Lubniewice, нім. Königswalde) — місто в західній Польщі. Належить до Суленцинського повіту Любуського воєводства.

## Демографія
Демографічна структура станом на 31 березня 2011 року:
|          | Загалом | Допрацездатний вік | Працездатний вік | Постпрацездатний вік |
| -------- | ------- | ------------------ | ---------------- | -------------------- |
| Чоловіки | 977     | 167                | 728              | 82                   |
| Жінки    | 1024    | 164                | 627              | 233                  |
| Разом    | 2001    | 331                | 1355             | 315                  |